# Therese Alshammarová
Malin Therese Alshammarová (* 26. srpna 1977, Solna) je švédská plavkyně. Specializuje se na sprinterské tratě volným způsobem a motýlkem, na kterých vytvořila několik světových rekordů.

## Sportovní kariéra
Zprvu se orientovala na znak, ve kterém jako čtrnáctiletá v roce 1991 zvítězila na švédském mistrovství. Na mezinárodní scéně na medaili nedosáhla, jejím maximem bylo čtvrté místo z mistrovství Evropy 1993 na 100 m znak. V roce 1997 se přestěhovala do USA a začala studovat na University of Nebraska–Lincoln. Účastnila se závodů univerzitního mistrovství USA a postupně přešla na volný způsob. První medaili vybojovala na evropském šampionátu 1997 – bronz na 50 m volný způsob. Do širšího povědomí ale vstoupila až na olympiádě v Sydney 2000, kde skončila dvakrát stříbrná za suverénní Inge de Bruijnovou – v závodě na 50 a 100 m volný způsob. Se švédskými reprezentačními kolegyněmi přidala bronz na kraulařské štafetě 4 × 100 metrů. V dalších letech se účastnila také závodů na 50 m motýlek, která však není v programu olympijských her. Na nejkratší motýlkářské trati získala svůj první světový titul z padesátimetrového bazénu (na mistrovství světa v roce 2007). Vysokou výkonnost si udržuje nebývale dlouhou dobu, na posledním mistrovství světa v roce 2011 zvítězila na 50 metrů volný způsob a byla druhá na 50 m motýlek.
V krátkém bazénu sbírala úspěchů ještě více než v dlouhém – je desetinásobnou mistryní světa a sedmnáctinásobnou medailistkou z mistrovství světa. Celkem osmkrát překonala světový rekord.

## Mimořádné úspěchy a ocenění
- osmkrát překonala světový rekord (dvakrát 50 m motýlek v dlouhém bazénu, čtyřikrát stejná trať v krátkém bazénu, dvakrát 50 m volný způsob v krátkém bazénu)

## Osobní rekordy
Dlouhý bazén
- 50 m volný způsob: 23,88 (MS 2009, Řím)
- 100 m volný způsob: 53,58 (MS 2009, Řím)
- 50 m motýlek: 25,07 (MS 2009, Řím)
- 100 m motýlek: 57,55 (ME 2010, Budapešť)

krátký bazén
- 50 m volný způsob: 23,27 (2009, Singapur)
- 100 m volný způsob: 52,17 (MS 2000, Atény)
- 50 m motýlek: 24,38 (2009, Singapur)
- 100 m motýlek: 55,53 (2010, Stockholm)